# オリヴァー・シュトリツェル
オリヴァー・シュトリツェル（Oliver Stritzel, 1957年9月 - ）は、ドイツの俳優である。

## 出演作品

### 映画
- ヒトラー 〜最期の12日間〜（ヨハネス・ヘンチェル（英語版））